# Justizwesen im Hochstift Osnabrück
Dieser Artikel beschreibt das Justizwesen im Hochstift Osnabrück.

## Organisatorisches
Im Jahre 1556 regelte Bischof Johann von Hoya die Verwaltungs- und Gerichtsorganisation. Diese Regelung galt weitgehend bis zur Säkularisation des Hochstifts 1803. Im Jahre 1605 wurde eine „Gemeine Geistliche und Land-Gerichts-Ordnung“ und 1714 eine „Canzley-Ordnung für die Land- und Justizcanzley“ erlassen. Das Verfahrensrecht wurde 1600 in der „Gemeine Proceß-Ordnung für die Cancelley und Audienz“ geregelt. Die Richter (bei den Gogerichten mit dem Titel „Gografen“) wurden nicht besoldet und erhielten lediglich Sporteln. Das Gerichtswesen galt am Ende des 18. Jahrhunderts als wenig effektiv.

## Liste der Gerichte
Oberste Instanz war die Land- und Justizkanzlei in Osnabrück. Eine Trennung der Rechtsprechung von der Verwaltung war nicht gegeben. Sie bildete daher zugleich das oberste Gericht als auch das oberste Verwaltungsgremium. 1587 setzte Bischof Bernhard von Waldeck eine ständige Kommission als oberstes Appellationsgericht ein, die die Aufgaben der Kanzlei als Gericht wahrnahm. Dieses, mit drei Kanzleiräten besetzte, Generalkommissionsgericht Osnabrück war jedoch weiter Teil der Kanzlei.
Die zweite Instanz bildete das Obergogericht Osnabrück.
Eingangsgerichte waren die Gogerichte. Diese waren auf Ebene der Ämter eingerichtet.
| Gericht                | Sitz         |
| ---------------------- | ------------ |
| Gogericht Osnabrück    | Osnabrück    |
| Gogericht Iburg        | Iburg        |
| Gogericht Fürstenau    | Fürstenau    |
| Gogericht Schwagstorf  | Schwagstorf  |
| Gogericht Quakenbrück  | Quakenbrück  |
| Gogericht Badbergen    | Badbergen    |
| Gogericht Menslage     | Menslage     |
| Gogericht Ankum        | Ankum        |
| Gogericht Alfhausen    | Alfhausen    |
| Gogericht Vörden       | Vörden       |
| Gogericht Bramsche     | Bramsche     |
| Gogericht Ostercappeln | Ostercappeln |
| Gogericht Melle        | Melle        |
| Gogericht Wiedenbrück  | Wiedenbrück  |

Daneben bestanden Patrimonialgerichte und geistliche Gerichte. Kleiner Vergehen wurden zwei Mal im Jahr (Ostern und zu Michaelis) auf den Brüchtengerichten in Osnabrück geahndet. Auch auf dem Land wurden solche Brüchtengerichte gehalten. Marktgerechtigkeit und Waldfrevel wurden auf sogenannten Holzgerichten abgeurteilt.